# 쿠키런 (비디오 게임)
《쿠키런》(영어: Cookie Run)은 대한민국의 비디오 게임 개발사 데브시스터즈에서 개발한 쿠키런 시리즈의 러닝 액션 비디오 게임이다. 대한민국판은 카카오톡, 영미판, 대만판, 태국판, 일본판은 라인, 중국판은 텐센트 QQ와 연동된다. 후속작으로는 《쿠키런: 오븐브레이크》가 있으며, 2016년 10월 27일 중국을 제외한 전세계에 출시되었다.

## 게임 플레이
점프와 슬라이드로 조작이 가능하며 여러 가지 능력들을 발동할 수 있다. 젤리를 먹어 점수를 높이고, 몇몇 다른 모드에서는 특정 아이템을 모아 상자를 열거나 쿠키, 펫을 얻을 수 있다.